# Brusasco
Brusasco (en français Brusasque) est une commune italienne de la ville métropolitaine de Turin, dans la région Piémont.

## Étymologie
Le nom du village, d'après quelques-uns, prend son origine de brusa (buisson);  d'après d'autres de brusà (brulé).

## Géographie
Brusasco est situé, à nord de Turin, sur la rive du fleuve Pô, à sa confluence avec la Doire Baltée.

Le village est presque équidistant de trois villes importantes : Turin, Asti, Casale Monferrato.

## Les monuments
- Le château (XVIIIe siècle).
- Palais Ellena (XVIIIe siècle). De propriété  de la mairie qui voudrait en faire une bibliothèque et l'utiliser pour des manifestations culturelles.

Les deux constructions ont été attribuées à l'architecte Giovanni Maria Molino.
- Chiesa Parrocchiale San Pietro Apostolo (1753)

## Démographie
| 1861  | 1901  | 1936  | 1971  | 1991  | 2001  |
| ----- | ----- | ----- | ----- | ----- | ----- |
| 2 000 | 1 778 | 1 488 | 1 500 | 1 566 | 1 664 |

## Administration
| Période                                  | Période  | Identité          | Étiquette | Qualité |
| ---------------------------------------- | -------- | ----------------- | --------- | ------- |
| 30 mai 2006                              | En cours | Franco Cappellino |           |         |
| Les données manquantes sont à compléter. |          |                   |           |         |

### Hameaux
Marcorengo

### Communes limitrophes
Crescentino, Verolengo, Verrua Savoia, Monteu da Po, Cavagnolo, Moransengo, Brozolo